# 克里斯托弗·布朗宁
克里斯托弗·布朗宁（英語：Christopher Robert Browning，1944年5月22日—），美国历史学家、北卡罗来纳大学教堂山分校历史学名誉教授。布朗宁专门研究大屠杀，以记录最终解决方案、实施纳粹政策人员行为以及幸存者证词的工作而闻名。他的著作包括《普通人》（1992年）和《最终解决方案的起源》（2004年）。